# Ghiacciaio Murgash

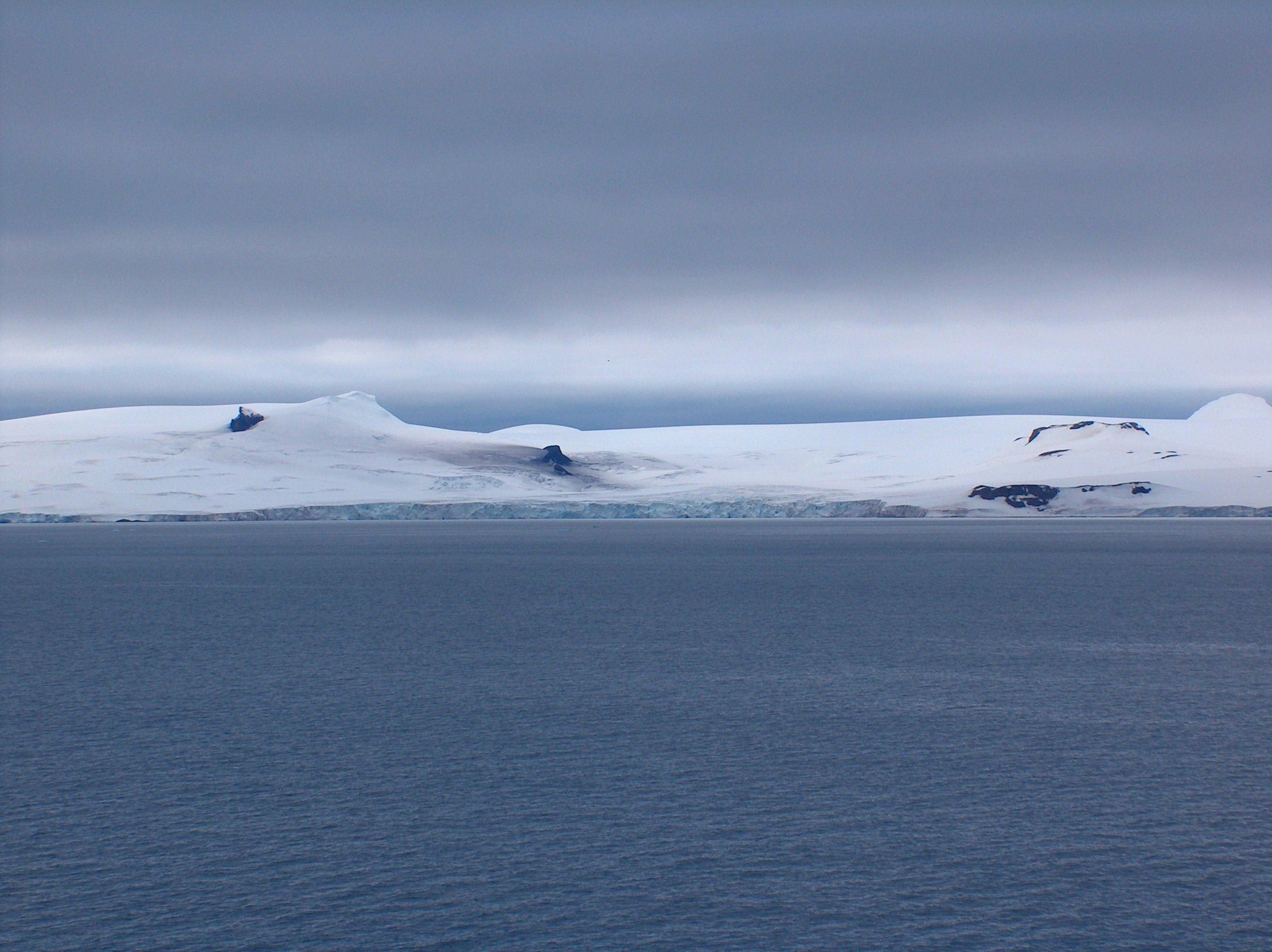
Il ghiacciaio Murgash

Il ghiacciaio Murgash è un ghiacciaio lungo circa 3,4 km e largo circa 3,1, situato sull'isola Greenwich, nelle isole Shetland Meridionali, un arcipelago antartico situato poco a nord della Penisola Antartica. Il ghiacciaio si trova in particolare sulla costa sud-occidentale dell'isola, dove fluisce verso sud-est a partire dal versante sud-orientale del colle Lloyd, fino a entrare nella cala Kramolin, tra punta Yovkov e punta Kaspichan.

## Storia
In seguito alla spedizione Tangra 2004/05, il ghiacciaio Murgash è stato così battezzato nel 2005 dalla commissione bulgara per i toponimi antartici in associazione con il Murgash, una vetta dei Monti Balcani occidentali.